# Cherished
«Cherished» — чотирнадцятий студійний альбом американської співачки і акторки Шер, випущений у вересні 1977 року на лейблі «Warner Bros. Records». Альбом, як і його попередники, не мав успіху і не потрапив в чарти.

## Про альбом
«Cherisched», випущений в 1977 році, став останнім альбомом Шер з продюсером Снаффом Гарреттом. Як і альбоми 1975—1976 років («Stars» і «I'd Rather Believe in You»), «Cherisched» був дуже невдалим для Шер, навіть не зважаючи на великий успіх телешоу співачки. «The Cher Show» увійшло до «топ-10» найуспішніших телешоу, однак, альбом не отримав належної рекламної кампанії. В результаті, LP мав дуже погані продажі, не потрапив в чарти і був проігнорований критиками і фанатами. Шер була незадоволена цим альбомом. Вона досить неохоче погодилася знову співпрацювати з Гарреттом. Пізніше в інтерв'ю вона сказала, що вона без задоволення записувала цей альбом, і випустила платівку лише через контракт з «Warner Bros. Records».
За стилем альбом нагадував її ранні хіти «Dark Lady» і «Half Breed». «Cherished» також став першим альбомом Шер без позначення її імені на обкладинці.
Першим синглом альбому стала пісня «Pirate», яка посіла 93 позицію в «Billboard Hot 100». Пісня була записана для її попереднього альбому «I'd Rather Believe in You» і потрапила до деяких його видань як бонус-трек (в Австралії пісня відкривала альбом, перейменована на «Images»). «Pirate» стала невеликим хітом і був випущений другий сингл «War Paint and Soft Feathers», який, однак, в чарти не потрапив.
Альбом ніколи не видавався на CD, і будь-які поодинокі компакт-диски «Cherisched» не є офіційними. Шер володіє повними правами цього альбому, «Warner Bros. Records» не мають права перевидавати його.

## Список композицій
| Перша сторона | Перша сторона                 | Перша сторона                              | Перша сторона |
| #             | Назва                         | Автор                                      | Тривалість    |
| ------------- | ----------------------------- | ------------------------------------------ | ------------- |
| 1.            | «Pirate»                      | Стів Дорфф Ларрі Хербстрітт Гарі Харджю    | 3:10          |
| 2.            | «He Was Beautiful»            | Глорія Склеров Гаррі Ллойд                 | 2:51          |
| 3.            | «War Paint and Soft Feathers» | Клоретта Кей Міллер Сенді Пінкард Ел Кеппс | 3:03          |
| 4.            | «Love the Devil Out of Ya»    | Джон Даррілл Док Помус                     | 2:15          |
| 5.            | «She Loves to Hear the Music» | Пітер Аллен Керол Байєр Сейджер            | 3:10          |

| Друга сторона | Друга сторона       | Друга сторона                | Друга сторона |
| #             | Назва               | Автор                        | Тривалість    |
| ------------- | ------------------- | ---------------------------- | ------------- |
| 1.            | «L.A. Plane»        | Харджю Хербстрітт            | 3:38          |
| 2.            | «Again»             | Джо Аллен                    | 2:30          |
| 3.            | «Dixie»             | Даррілл Пінкард              | 2:26          |
| 4.            | «Send the Man Over» | Кліфф Кроффорд Снафф Гарретт | 3:47          |
| 5.            | «Thunderstorm»      | Даррілл Пінкард              | 2:35          |

## Учасники запису
- Шер — головний вокал
- Стів Дорфф, Ел Кеппс — аранжування, керування
- Снафф Гарретт — продюсування
- Ленні Робертс — звукоінженер
- Ренді Томінага — асистент інженера
- Тааві Мот — асистент інженера
- Гаррі Ленгдон — фотографування